# Houston Oilers 1961
La stagione 1961 degli Houston Oilers è stata la seconda della storia della franchigia nell'American Football League. Per il secondo anno consecutivo batterono i San Diego Chargers (12–2) in finale, conquistando il titolo.
Gli Oilers ebbero una partenza lenta nel 1961, con un record di 1–3–1. Dopo un pareggio il 13 ottobre contro i Boston Patriots, il capo-allenatore Lou Rymkus fu licenziato dal proprietario Bud Adams. Al suo posto fu assunto Wally Lemm, che vinse tutte le rimanenti dieci gare stagionali, inclusa la finale per il titolo.
Gli Oilers stabilirono il record AFL per punti segnati nel 1961, con 513 (36,6 a partita). Anche il differenziale di +271 punti un primato della lega. Gli Oilers del 1961 sono l'unica squadra della storia della AFL o della NFL a segnare 45 o più punti in sei diverse gare in una stagione.

## Scelte nel Draft AFL 1960
| Giro | Giocatore       | Ruolo         | College              |
| ---- | --------------- | ------------- | -------------------- |
| 1    | Mike Ditka      | Offensive End | Pittsburgh           |
| 2    | Tom Goode       | Center        | Mississippi State    |
| 3    | Walter Suggs    | Tackle        | Mississippi State    |
| 4    | Bobby Walden    | Halfback      | Georgia              |
| 5    | Monte Lee       | Linebacker    | Texas                |
| 6    | Jake Gibbs      | Quarterback   | Mississippi          |
| 7    | Dick Reynolds   | Tackle        | North Carolina State |
| 8    | Houston Antwine | Guard         | Southern Illinois    |
| 9    | Ralph White     | Tackle        | Bowling Green        |
| 10   | Charles Lee     | Center        | Iowa                 |
| 11   | Robert Bird     | Guard         | Bowling Green        |
| 12   | Bob McLeod      | Offensive End | Abilene Christian    |
| 13   | Gerald Hinton   | Guard         | Louisiana Tech       |
| 14   | Jimmy King      | Tackle        | Clemson              |
| 15   | Dennis Ferriter | Center        | Marquette            |
| 16   | Larry Wood      | Halfback      | Northwestern         |
| 17   | Sam Fewell      | Tackle        | South Carolina       |
| 18   | Mike Grimsley   | Halfback      | Michigan State       |
| 19   | Myron Pearson   | Halfback      | Colorado             |
| 20   | Lewis Johnson   | Halfback      | Florida A&M          |
| 21   | Ron Miller      | Quarterback   | Wisconsin            |
| 22   | Bob Kelly       | Offensive End | New Mexico State     |
| 23   | James Anderson  | Fullback      | Mississippi          |
| 24   | Ken Gregory     | Offensive End | Whittier             |
| 25   | Jack Kreider    | Halfback      | Tulsa                |
| 26   | Don Fuell       | Quarterback   | Mississippi Southern |
| 27   | Boyd King       | Center        | Rice                 |
| 28   | John Frongillo  | Center        | Baylor               |
| 29   | John Frongillo  | Offensive End | Lake Forest          |
| 29   | Errol Linden    | Defensive end | Houston              |
| 30   | Jim Stroud      | Tackle        | Rice                 |

## Calendario
| Stagione regolare |                       |                    |                    |
| Turno             | Avversario            | Risultato          |                    |
| 1                 | Oakland Raiders       | V 55–0             |                    |
| 2                 | Settimana di pausa    | Settimana di pausa | Settimana di pausa |
| 3                 | at San Diego Chargers | S 34–24            |                    |
| 4                 | at Dallas Texans      | S 26–21            |                    |
| 5                 | Buffalo Bills         | S 22–12            |                    |
| 6                 | at Boston Patriots    | P 31–31            |                    |
| 7                 | Dallas Texans         | V 38–7             |                    |
| 8                 | at Buffalo Bills      | V 28–16            |                    |
| 9                 | at Denver Broncos     | V 55–14            |                    |
| 10                | Boston Patriots       | V 27–15            |                    |
| 11                | New York Titans       | V 49–13            |                    |
| 12                | Denver Broncos        | V 45–14            |                    |
| 13                | San Diego Chargers    | V 33–13            |                    |
| 14                | at New York Titans    | V 48–21            |                    |
| 15                | at Oakland Raiders    | V 47–16            |                    |

### AFL Championship Game
Houston Oilers 10, San Diego Chargers 3
24 dicembre 1961, al Balboa Stadium, San Diego, California
Pubblico: 29.556
|          | 1 | 2 | 3 | 4 | Totale |
| -------- | - | - | - | - | ------ |
| Oilers   | 0 | 3 | 7 | 0 | 10     |
| Chargers | 0 | 0 | 0 | 3 | 3      |

## Classifiche
| AFL Eastern Division | AFL Eastern Division | AFL Eastern Division | AFL Eastern Division | AFL Eastern Division | AFL Eastern Division | AFL Eastern Division | AFL Eastern Division | AFL Eastern Division | AFL Eastern Division |
|                      | V                    | S                    | P                    | %                    | DIV                  | PF                   | PS                   | Str.                 |                      |
| -------------------- | -------------------- | -------------------- | -------------------- | -------------------- | -------------------- | -------------------- | -------------------- | -------------------- | -------------------- |
| Houston Oilers       | 10                   | 3                    | 1                    | .769                 | 4–1–1                | 513                  | 242                  | V9                   |                      |
| Boston Patriots      | 9                    | 4                    | 1                    | .692                 | 2–3–1                | 413                  | 313                  | V4                   |                      |
| New York Titans      | 7                    | 7                    | 0                    | .500                 | 3–3                  | 301                  | 390                  | S2                   |                      |
| Buffalo Bills        | 6                    | 8                    | 0                    | .429                 | 2–4                  | 294                  | 342                  | S1                   |                      |

Nota: I pareggi non venivano conteggiati ai fini della classifica fino al 1972.